# Liga Departamental de Fútbol de Junín
La Liga Departamental de Fútbol de Junín es una de las 25 ligas departamentales del Perú y es la máxima competición futbolística del Departamento de Junín, en la que participan clubes representando a las nueve provincias de Junín. La primera edición se realizó en 1966.

## Formato
Participan los clubes deportivos de las nueve provincias del departamento de Junín como: Huancayo, Concepción, Chanchamayo, Chupaca, Jauja, Junín, Tarma, Satipo Yauli y la provincia de Pampas Tayacaja perteneciente al departamento de Huancavelica pero por razones futbolísticos participa en la Liga Departamental de Fútbol de Junín, teniendo al Echa Muni como el principal representante de Panpas-Tayacaja que en tres oportunidades obtuvo el título en la liga juninense.
Participan el campeón y el subcampeón de las diez ligas provinciales de fútbol.

## Liga provincial

### Liga Provincial de Chanchamayo
- Liga Distrital de Kivinaki
- Liga Distrital de La Merced
- Liga Distrital de Pichanaqui
- Liga Distrital de San Luis de Shuaro
- Liga Distrital de San Ramón
- Liga Distrital de Villa Perené

### Liga Provincial de Chupaca
- Liga Distrital de Ahuac
- Liga Distrital de Chongos Bajo
- Liga Distrital de Chupaca
- Liga Distrital de Huamancaca Chico
- Liga Distrital de Jarpa
- Liga Distrital de Tinyari Grande
- Liga Distrital de Tomas
- Liga Distrital de Tres de Diciembre
- Liga Distrital de Yanacancha
- Liga Distrital de Yscos

### Liga Provincial de Concepción
- Liga Distrital de Aco
- Liga Distrital de Chambara
- Liga Distrital de Concepción
- Liga Distrital de Heroínas Toledo
- Liga Distrital de Manzanares
- Liga Distrital de Matahuasi
- Liga Distrital de Mito
- Liga Distrital de Nueve de Julio
- Liga Distrital de Orcotuna
- Liga Distrital de San José de Quero
- Liga Distrital de Santa Rosa

### Liga Provincial de Huancayo
- Liga Distrital de Chilca

| Participantes Primera División distrital 2017                                     | Participantes Primera División distrital 2017                          | Participantes Primera División distrital 2017 |
| --------------------------------------------------------------------------------- | ---------------------------------------------------------------------- | --------------------------------------------- |
| - Academia Municipal. - José Olaya. - Deportivo Azapampa. - Defensor 14 de Julio. | - Defensor 28 de Julio. - Pumas. - General Córdova. - Sporting Chilca. | - Echa Muni. - Cultural Lanca.                |
- Liga Distrital de Chupuro
- Liga Distrital de Cullhuas
- Liga Distrital de El Tambo

| Participantes Primera División distrital 2017               | Participantes Primera División distrital 2017                   | Participantes Primera División distrital 2017 |
| ----------------------------------------------------------- | --------------------------------------------------------------- | --------------------------------------------- |
| - Defensor Mariscal Cáceres. - Escuela JTR. - Flamengo FBC. | - Deportivo Grau. - Deportivo Triyunix. - Trilce Internacional. | - Valores Wanka. - Metalúrgica.               |
- Liga Distrital de Huacrapuquio
- Liga Distrital de Hualhuas
- Liga Distrital de Huancán
- Liga Distrital de Huancayo

| Participantes Primera División distrital 2018              | Participantes Primera División distrital 2018        | Participantes Primera División distrital 2018 |
| ---------------------------------------------------------- | ---------------------------------------------------- | --------------------------------------------- |
| - Trilenium UNI ING. - Juventud La Rural. - Expreso Verde. | - Ramiro Villaverde. - Deporcentro. - La Cantera FC. | - Trilce Internacional. - León de Huancayo.   |
Equipos participantes de Primera División distrital de años anteriores:
| - Niño Wanka. - AD Inti. | - Deportivo Ingeniería. - ETE Junín. | - Huancayo Sporting Club. - Deportivo Ayllus. |
- Liga Distrital de Huayucachi
- Liga Distrital de Ingenio
- Liga Distrital de LDU
- Liga Distrital de Pilcomayo

| Participantes Primera División distrital 2017 | Participantes Primera División distrital 2017                       | Participantes Primera División distrital 2017 |
| --------------------------------------------- | ------------------------------------------------------------------- | --------------------------------------------- |
| - Los Guindos. - Traviesos. - Inter FBC.      | - Juvenil Cruceiro. - Francisco Bolognesi. - Atlético Buenos Aires. | - Cruceiro. - Xeneixes.                       |
- Liga Distrital de Quichuay
- Liga Distrital de Quilcas
- Liga Distrital de San Agustín de Cajas
- Liga Distrital de San Jerónimo
- Liga Distrital de San Pedro de Saño
- Liga Distrital de Sapallanga
- Liga Distrital de Sicaya
- Liga Distrital de Viques

### Liga Provincial de Jauja
- Liga Distrital de Acolla
- Liga Distrital de Apata
- Liga Distrital de Ataura
- Liga Distrital de Curicaca
- Liga Distrital de El Mantaro
- Liga Distrital de Huamali
- Liga Distrital de Huancani
- Liga Distrital de Huertas
- Liga Distrital de Janjaillo
- Liga Distrital de Jauja

| Participantes Primera División distrital 2017 | Participantes Primera División distrital 2017       | Participantes Primera División distrital 2017 |
| --------------------------------------------- | --------------------------------------------------- | --------------------------------------------- |
| - San José. - Cormis Asociados.               | - Independiente Estudiantil. - Municipal Asociados. | - Academia Municipal. - Racing Porvenir.      |
- Liga Distrital de Llocllapampa
- Liga Distrital de Marco
- Liga Distrital de Masma
- Liga Distrital de Muqui
- Liga Distrital de Muquiyauyo
- Liga Distrital de Paccha
- Liga Distrital de Pancan
- Liga Distrital de Parco
- Liga Distrital de Pomacancha
- Liga Distrital de San Lorenzo
- Liga Distrital de Sausa
- Liga Distrital de Sincos
- Liga Distrital de Tunanmarca
- Liga Distrital de Yauli
- Liga Distrital de Yauyos

### Liga Provincial de Junín
- Liga Distrital de Junín
- Liga Distrital de Carhuamayo
- Liga Distrital de Ondores
- Liga Distrital de Ulcumayo

### Liga Provincial de Satipo
- Liga Distrital de Coviriali
- Liga Distrital de Llaylla
- Liga Distrital de Mazamari
- Liga Distrital de Río Negro
- Liga Distrital de San Martín de Pangoa
- Liga Distrital de Satipo

### Liga Provincial de Tarma
- Liga Distrital de Acobamba

| Participantes Primera División distrital 2016                                    | Participantes Primera División distrital 2016               | Participantes Primera División distrital 2016 |
| -------------------------------------------------------------------------------- | ----------------------------------------------------------- | --------------------------------------------- |
| - Águilas de Yanama. - Alianza Collpa. - Juventud Cochayoc. - Unión Carhuacátac. | - Echa Muni. - San Antonio. - Sport Ruraymarca. - Muruhuay. | - Esperanza Yanama. - Deportivo Ingenio.      |
- Liga Distrital de Huaricolca
- Liga Distrital de Huasahuasi
- Liga Distrital de La Unión
- Liga Distrital de Palca
- Liga Distrital de Palcamayo
- Liga Distrital de San Pedro de Cajas
- Liga Distrital de Tapo
- Liga Distrital de Tarma

| Participantes Primera División distrital 2018        | Participantes Primera División distrital 2018 | Participantes Primera División distrital 2018 |
| ---------------------------------------------------- | --------------------------------------------- | --------------------------------------------- |
| - Colegio San Ramón. - San José de Cayash. - CNI 32. | - ADT. - San Cristóbal. - Universitario.      | - Sport Dos de Mayo. - Sao Paulo Vicentino.   |
Equipos participantes de Primera División distrital de años anteriores:
| - Manantial FC. | - Vicentina. | - Academia Marlon Maza. |
- Liga Distrital de Tarmatambo

### Liga Provincial de Yauli
- Liga Distrital de Carhuacayan
- Liga Distrital de La Oroya
- Liga Distrital de Marcapomacocha
- Liga Distrital de Morococha
- Liga Distrital de Paccha
- Liga Distrital de Santa Rosa de Sacco
- Liga Distrital de Yauli

### Liga Provincial de Tayacaja (Huancavelica)
- Liga Distrital de Acraquia
- Liga Distrital de Chinchihuasi
- Liga Distrital de Colcabamba
- Liga Distrital de Daniel Hernández
- Liga Distrital de Ñahuimpuquio
- Liga Distrital de Pampas

## Historial
| Año  | Campeón                                | Ciudad                                 | Subcampeón                             | Ciudad                                 |
| ---- | -------------------------------------- | -------------------------------------- | -------------------------------------- | -------------------------------------- |
| 1966 | Unión Ocopilla                         | Huancayo                               |                                        |                                        |
| 1967 | Universitario                          | Tarma                                  | Unión Ocopilla                         | Huancayo                               |
| 1968 | Unión Ocopilla                         | Huancayo                               | Miguel Grau                            | La Oroya                               |
| 1969 | Unión Ocopilla                         | Huancayo                               | Unión Carhuacátac                      | Acobamba                               |
| 1970 | Asociación Deportiva Tarma             | Tarma                                  |                                        |                                        |
| 1971 | Deportivo Junín                        | Huancayo                               | Asociación Deportiva Tarma             | Tarma                                  |
| 1972 | Deportivo Municipal                    | Huancayo                               | Asociación Deportiva Tarma             | Tarma                                  |
| 1973 | Deportivo Junín                        | Huancayo                               | Asociación Deportiva Tarma             | Tarma                                  |
| 1974 | Deportivo Municipal                    | Huancayo                               | Juventud Ramón Castilla                | La Oroya                               |
| 1975 | Asociación Deportiva Tarma             | Tarma                                  | Deportivo Municipal                    | Huancayo                               |
| 1976 | Juventud Ramón Castilla                | La Oroya                               | Asociación Deportiva Tarma             | Tarma                                  |
| 1977 | Univ. del Centro del Perú              | Huancayo                               | P. Muruhuay                            | Acobamba                               |
| 1978 | Asociación Deportiva Tarma             | Tarma                                  |                                        |                                        |
| 1979 | P. Muruhuay                            | Acobamba                               | Deportivo Francia                      | Chanchamayo                            |
| 1980 | Túpac Amaru                            | Jauja                                  | Mina San Vicente                       | Vitoc                                  |
| 1981 | Juventud Ramón Castilla                | La Oroya                               |                                        |                                        |
| 1982 | Hostal Rey*                            | Chanchamayo                            |                                        |                                        |
| 1983 | Deportivo Vasmer                       | El Tambo                               |                                        |                                        |
| 1984 | Deportivo Vasmer                       | El Tambo                               | Mina San Vicente                       | Vitoc                                  |
| 1985 | Mina San Vicente                       | Vitoc                                  |                                        |                                        |
| 1986 | Alipio Ponce                           | Mazamari                               |                                        |                                        |
| 1987 |                                        |                                        |                                        |                                        |
| 1988 | Unión Huayllaspanca                    | Sapallanga                             |                                        |                                        |
| 1989 |                                        |                                        |                                        |                                        |
| 1990 | ElectroPerú                            | Huayucachi                             |                                        |                                        |
| 1991 | ElectroPerú                            | Huayucachi                             |                                        |                                        |
| 1992 |                                        |                                        |                                        |                                        |
| 1993 | Dep. Municipal Asociados               | Jauja                                  |                                        |                                        |
| 1994 | Cultural Hidro                         | La Oroya                               |                                        |                                        |
| 1995 | Deportivo Municipal                    | El Tambo                               |                                        |                                        |
| 1996 | Cultural Hidro                         | La Oroya                               |                                        |                                        |
| 1997 | Cultural Hidro                         | La Oroya                               |                                        |                                        |
| 1998 | Cultural Hidro                         | La Oroya                               |                                        |                                        |
| 1999 | Deportivo Municipal                    | El Tambo                               |                                        |                                        |
| 2000 | Cultural Hidro                         | La Oroya                               |                                        |                                        |
| 2001 | Deportivo Municipal                    | El Tambo                               |                                        |                                        |
| 2002 | Sport Dos de Mayo                      | Tarma                                  | Deportivo Junín                        | Huancayo                               |
| 2003 | Echa Muni                              | Pampas                                 | Unión San Agustín                      | Concepción                             |
| 2004 | Echa Muni                              | Pampas                                 | Santa Rita                             | Morococha                              |
| 2005 | Echa Muni                              | Pampas                                 | Dep. Municipal Asociados               | Jauja                                  |
| 2006 | Deportivo Ingeniería                   | Huancayo                               | Asociación Deportiva Tarma             | Tarma                                  |
| 2007 | Minera Corona                          | Jauja                                  | Sport Águila                           | Huancán                                |
| 2008 | Wanka FC                               | Sapallanga                             | Sport Huancayo                         | El Tambo                               |
| 2009 | Unión Carhuacatac                      | Acobamba                               | Asociación Deportiva Tarma             | Tarma                                  |
| 2010 | Sport Dos de Mayo                      | Tarma                                  | Asociación Deportiva Tarma             | Tarma                                  |
| 2011 | Deportivo Municipal                    | Mazamari                               | Deportivo Municipal                    | Morococha                              |
| 2012 | Alipio Ponce                           | Mazamari                               | Deportivo Municipal                    | Mazamari                               |
| 2013 | Alipio Ponce                           | Mazamari                               | Sport Águila                           | Huancán                                |
| 2014 | Unión Pichanaki                        | Pichanaki                              | Echa Muni                              | Pampas                                 |
| 2015 | Sport La Vid                           | Concepción                             | Trilce Internacional                   | Huancayo                               |
| 2016 | Sport Águila                           | Huancán                                | Alipio Ponce                           | Mazamari                               |
| 2017 | Asociación Deportiva Tarma             | Tarma                                  | Sport La Vid                           | Concepción                             |
| 2018 | AD Huamantanga                         | Apata                                  | Escuela de Fútbol JTR                  | El Tambo                               |
| 2019 | Asociación Deportiva Tarma             | Tarma                                  | Escuela de Fútbol JTR                  | El Tambo                               |
| 2020 | Suspendido por la Pandemia de COVID-19 | Suspendido por la Pandemia de COVID-19 | Suspendido por la Pandemia de COVID-19 | Suspendido por la Pandemia de COVID-19 |
| 2021 | Suspendido por la Pandemia de COVID-19 | Suspendido por la Pandemia de COVID-19 | Suspendido por la Pandemia de COVID-19 | Suspendido por la Pandemia de COVID-19 |
| 2022 | CESA                                   | Cajas                                  | Defensor Concepción                    | Concepción                             |
| 2023 | CESA                                   | Cajas                                  | Atlético Chanchamayo                   | San Ramón                              |
| 2024 | Deportivo Municipal                    | Pangoa                                 | Deportivo Sucre                        | Huancán                                |
| 2025 |                                        |                                        |                                        |                                        |

- (*) Hostal Rey cambio de nombre a Chanchamayo FC.

## Palmarés

### Título por equipo
Lista de clubes que obtuvieron la Copa Junín.
| Equipo                                | Títulos |
| ------------------------------------- | ------- |
| AD. Tarma                             | 5       |
| Cultural Hidro                        | 5       |
| Alipio Ponce (Mazamari)               | 3       |
| Unión Ocopilla                        | 3       |
| Dep. Municipal (El Tambo)             | 3       |
| Echa Muni (Pampas)                    | 3       |
| Dep. Junín                            | 2       |
| Dep. Municipal (Huancayo)             | 2       |
| Juventud Ramón Castilla (La Oroya)    | 2       |
| Dep. Vasmer (El Tambo)                | 2       |
| Electro Perú (Huayucachi)             | 2       |
| Sport Dos de Mayo (Tarma)             | 2       |
| C.E. San Agustín (C.E.S.A.)           | 2       |
| Univ. Nac. del Centro (U.N.C.P.)      | 1       |
| Universitario (Tarma)                 | 1       |
| Progreso Muruhuay (Acobamba)          | 1       |
| Túpac Amaru (Jauja)                   | 1       |
| Chanchamayo FC (*)                    | 1       |
| Minas San Vicente (Vitoc)             | 1       |
| Unión Huayllaspanca (Sapallanga)      | 1       |
| Dep. Municipal Asociados (Jauja)      | 1       |
| Dep. Ingeniería                       | 1       |
| Minera Corona (Jauja)                 | 1       |
| Wanka FC (Sapallanga)                 | 1       |
| Unión Juventud Carhuacatac (Acobamba) | 1       |
| Dep. Municipal (Mazamari)             | 1       |
| Unión Pichanaki                       | 1       |
| Sport La Vid (Concepción)             | 1       |
| Sport Águila (Huancán)                | 1       |
| AD Huamantanga (Apata)                | 1       |
| Deportivo Municipal (Pangoa)          | 1       |

### Título por provincia
| Lista de títulos de provincias de Junín | Lista de títulos de provincias de Junín | Lista de títulos de provincias de Junín |
| N.º                                     | Provincia                               | Cantidad                                |
| --------------------------------------- | --------------------------------------- | --------------------------------------- |
| 1                                       | Huancayo                                | 21                                      |
| 2                                       | Tarma                                   | 10                                      |
| 3                                       | Yauli                                   | 7                                       |
| 4                                       | Satipo                                  | 6                                       |
| 5                                       | Jauja                                   | 4                                       |
| 6                                       | Chanchamayo                             | 3                                       |
| 7                                       | Pampas                                  | 3                                       |
| 8                                       | Concepción                              | 1                                       |

## Presidentes
| Lista de presidentes de la liga juninense | Lista de presidentes de la liga juninense |
| Periodo                                   | Presidente                                |
| ----------------------------------------- | ----------------------------------------- |
| -(presente)                               | Rubén Herrera                             |